# Coimbra
Coimbra (phát âm tiếng Bồ Đào Nha: [kuĩbɾɐ]) là một thành phố ở Vùng hành chính Coimbra thuộc Bồ Đào Nha. Mặc dù nó từng là thủ đô của quốc gia trong thời Trung kỳ Trung cổ, nhưng thành phố này được biết đến nhiều hơn với trường đại học của mình, Đại học Coimbra thành lập năm 1290, là một trong những lâu đời nhất ở châu Âu và các cơ sở giáo dục lâu đời nhất học tại khu vực nói tiếng Bồ Đào Nha..
Theo điều tra dân số của INE năm 2011, thành phố có dân số là 143.397 người, trong số đó trên 30.000 là sinh viên, diện tích thành phố là 319,4 km2. Hơn 430.000 người dân sinh sống trong Vùng hành chính (comunidade intermunicipal) Coimbra, bao gồm 16 huyện và lan rộng trên khu vực rộng 3.372 km ². Đây là thủ phủ của khu vực Centro, cũng như của khu Coimbra và các tiểu vùng Baixo Mondego. Giống như hầu hết các thành phố đại học khác, Coimbra là nơi có nhiều sinh viên từ các nơi khác, bao gồm hàng ngàn sinh viên quốc tế.

Coimbra
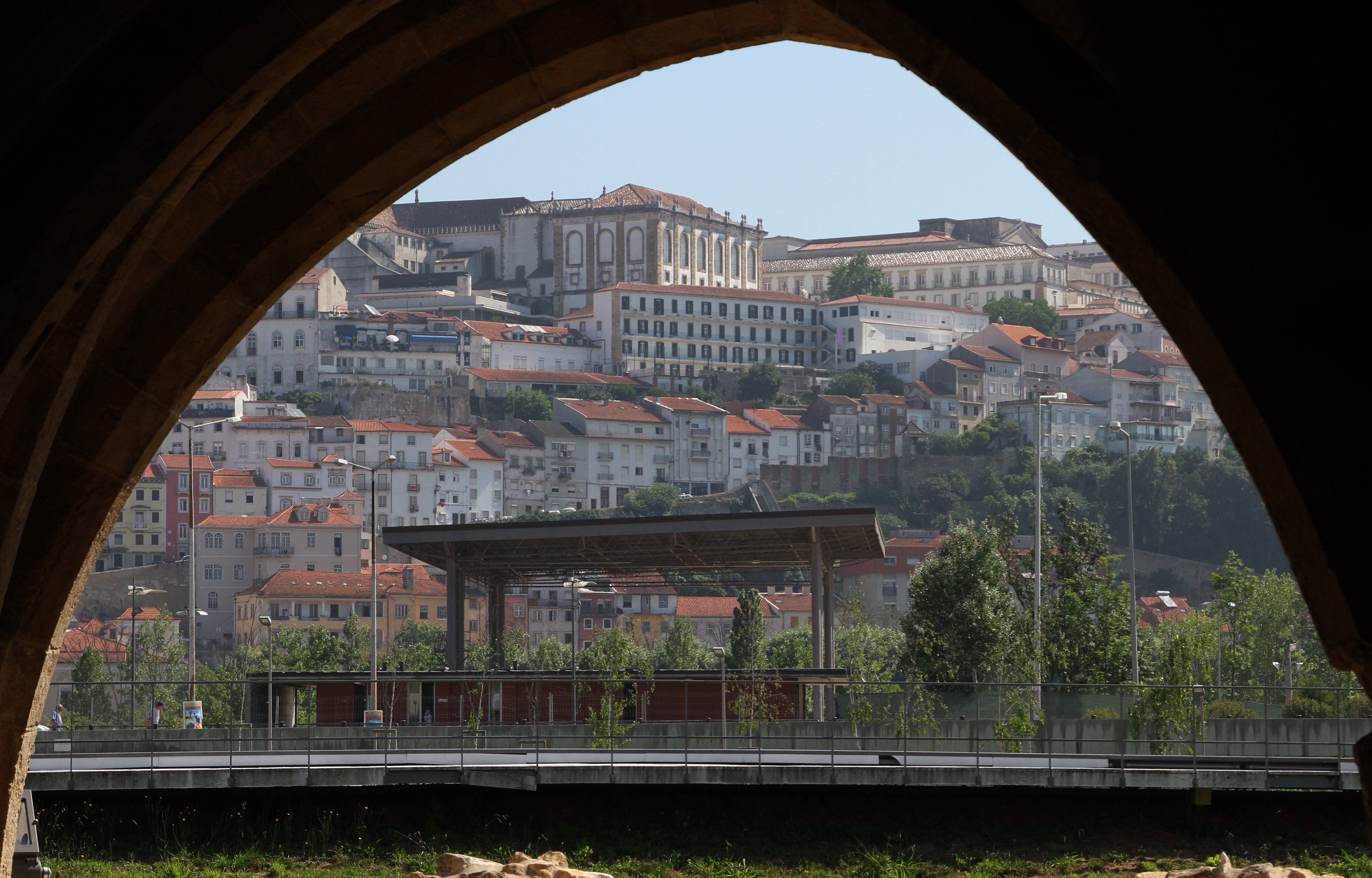
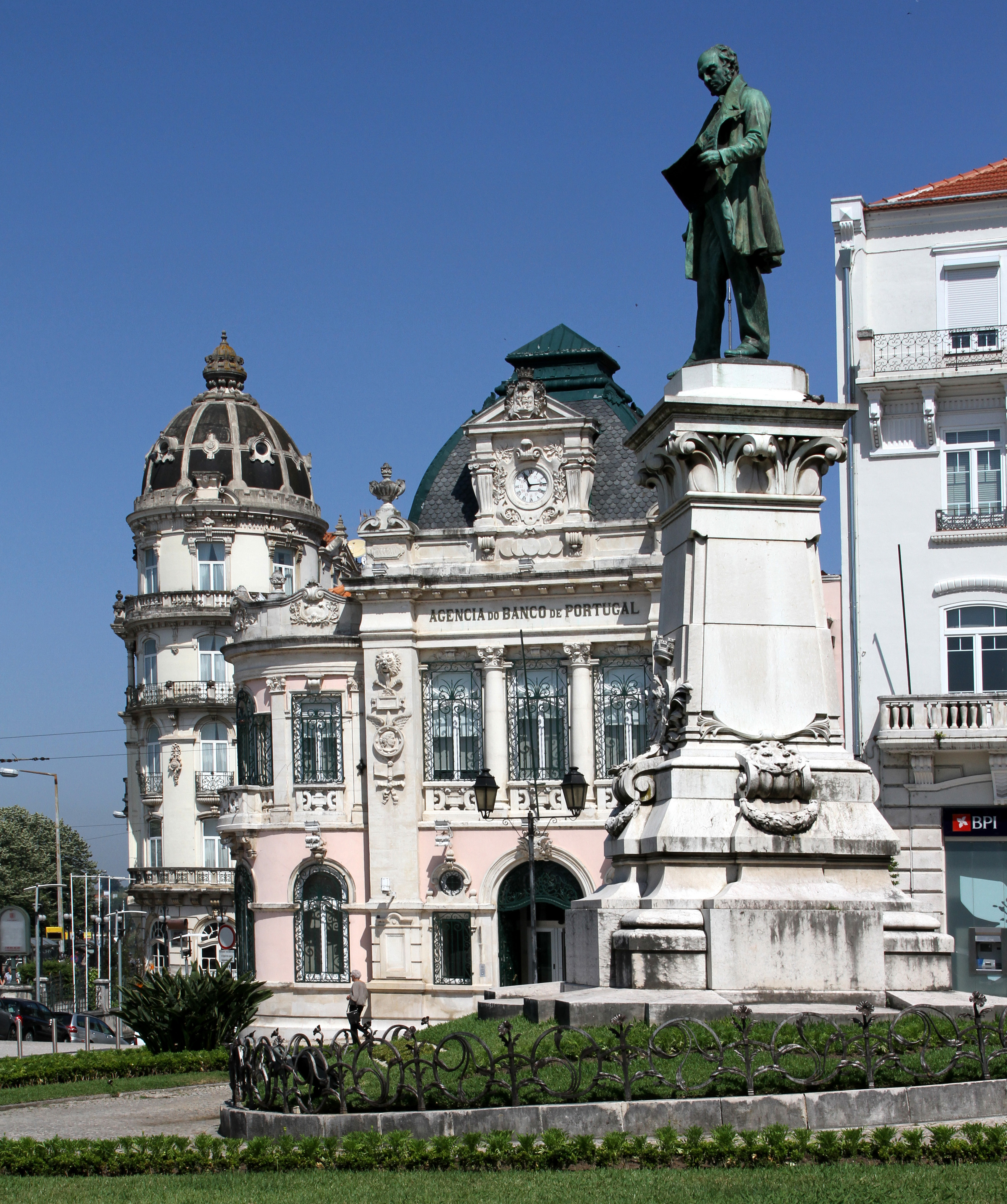
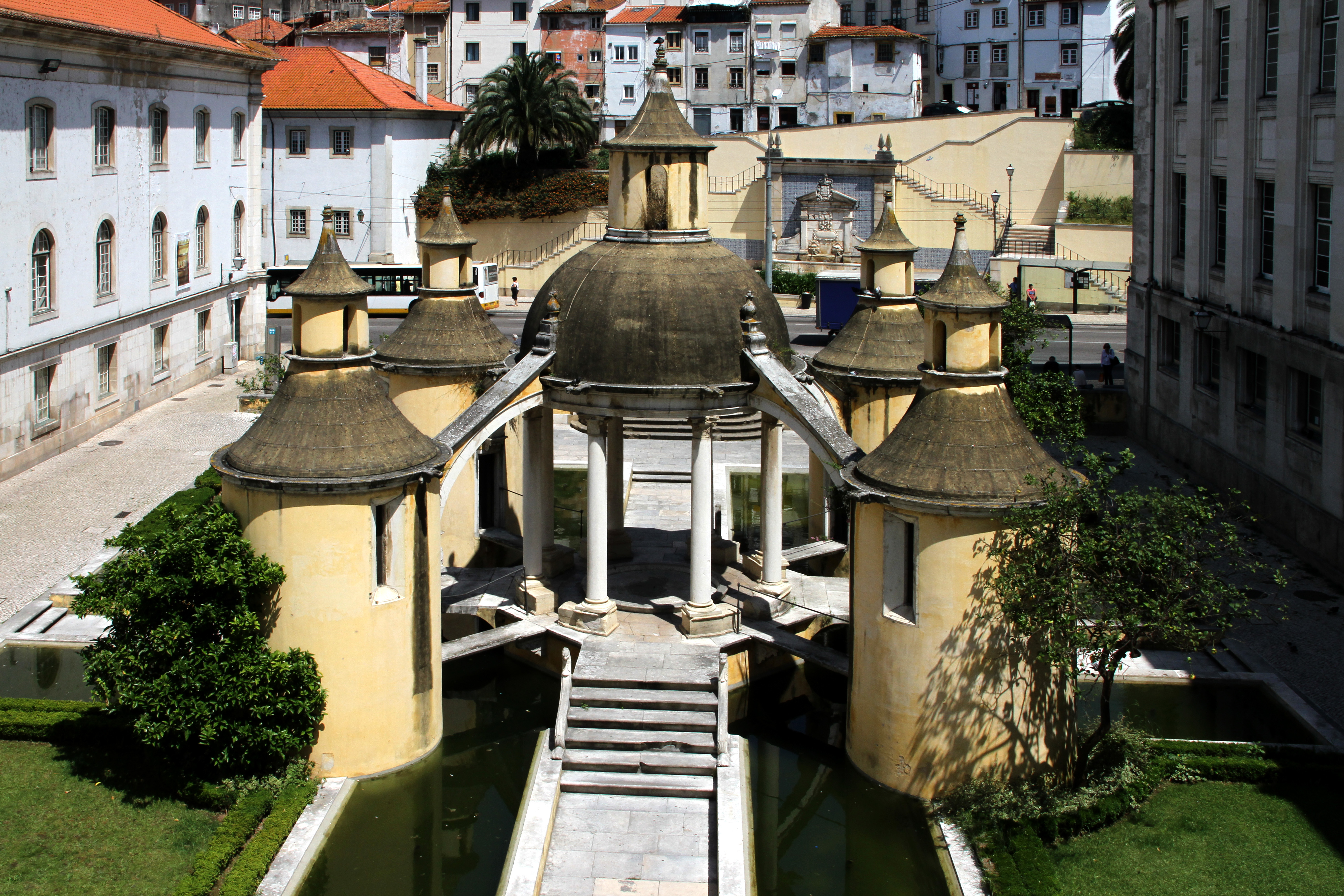
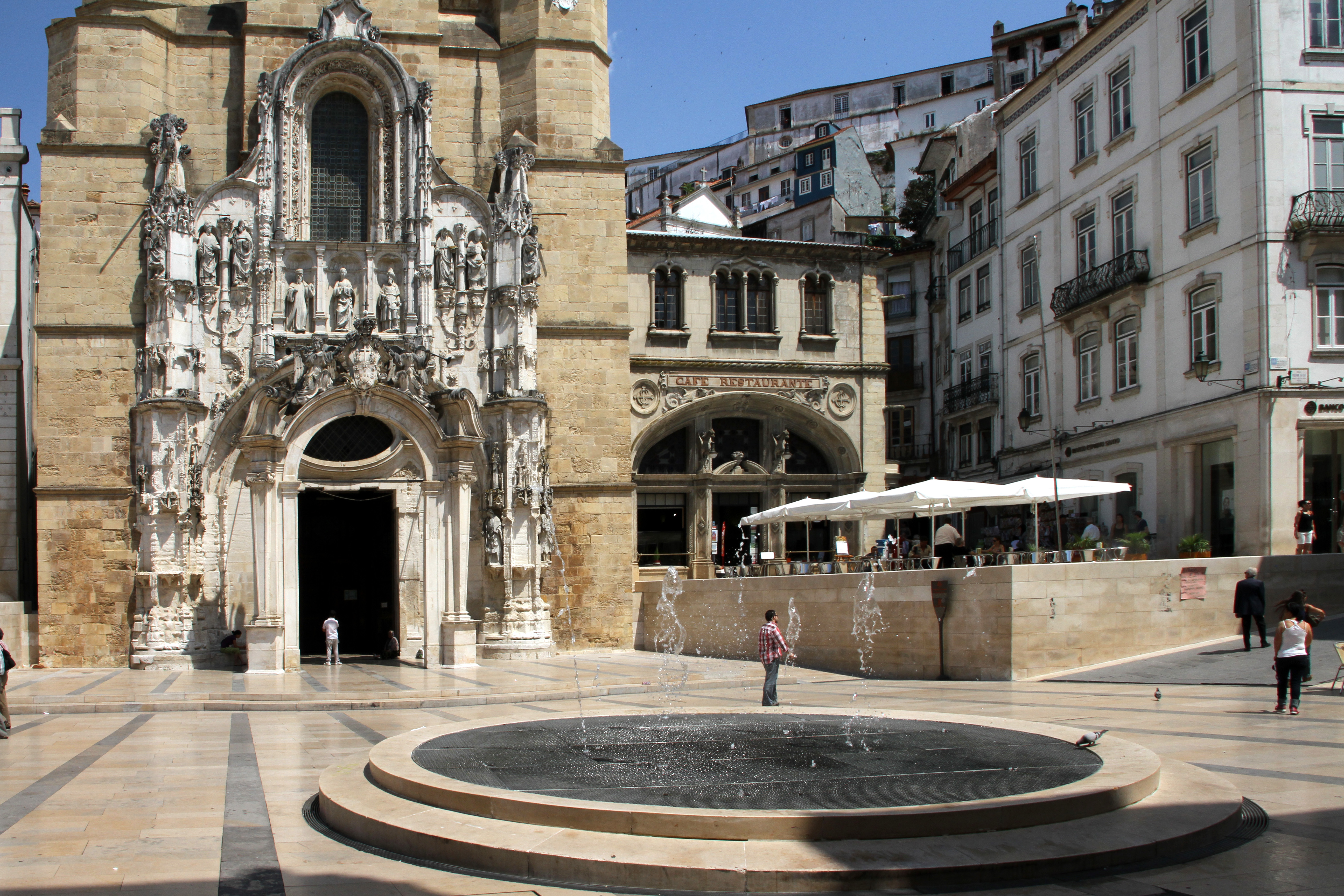
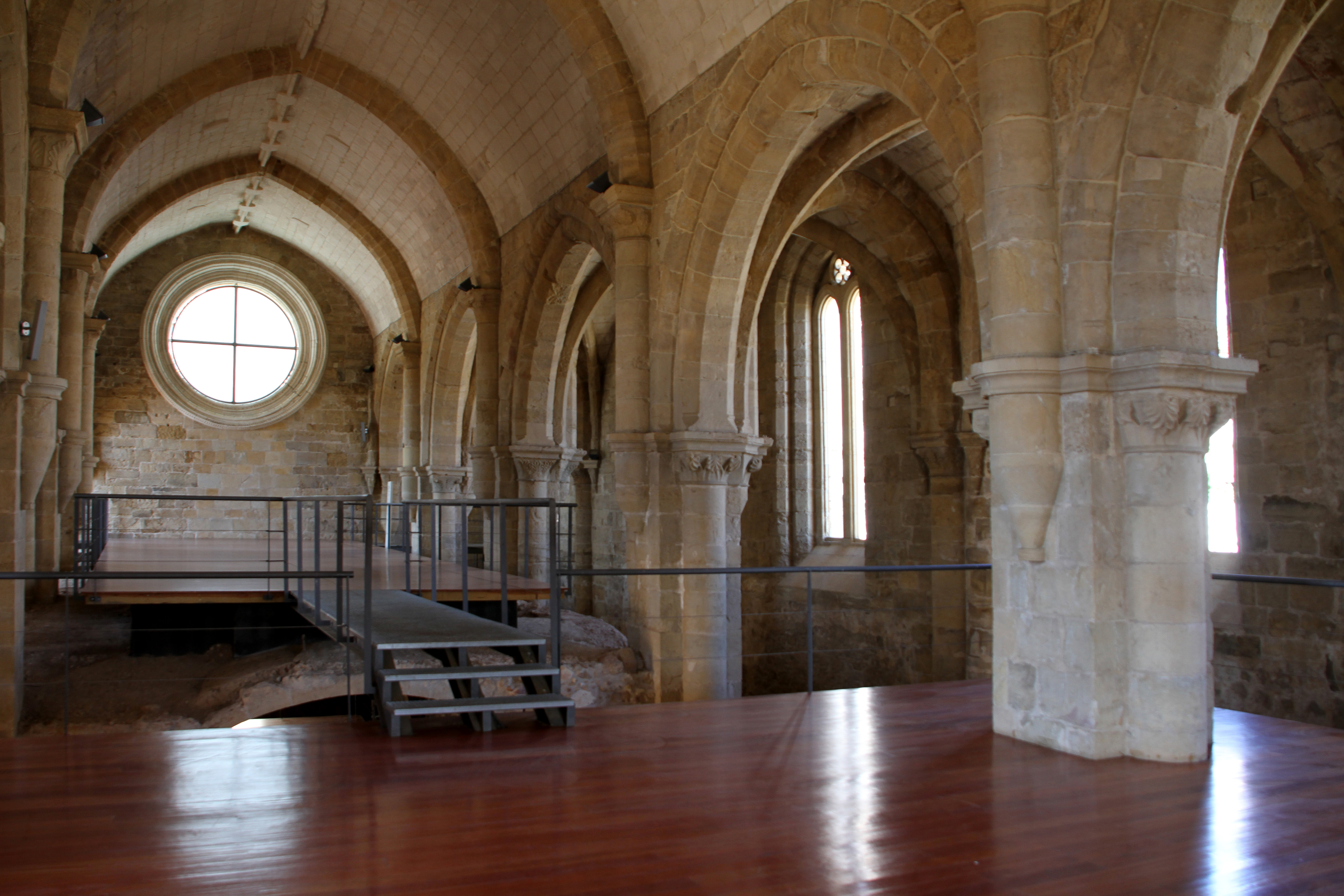
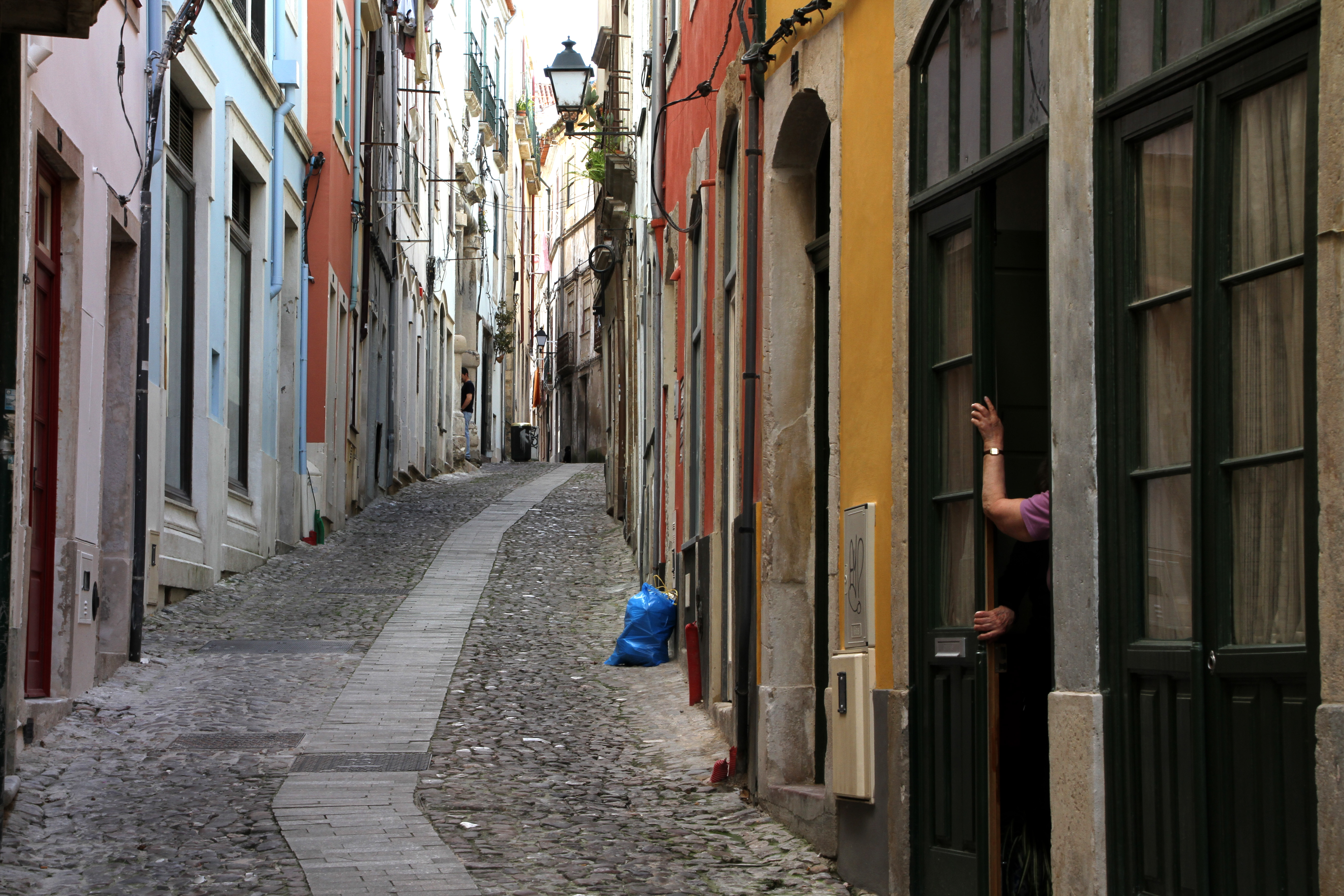
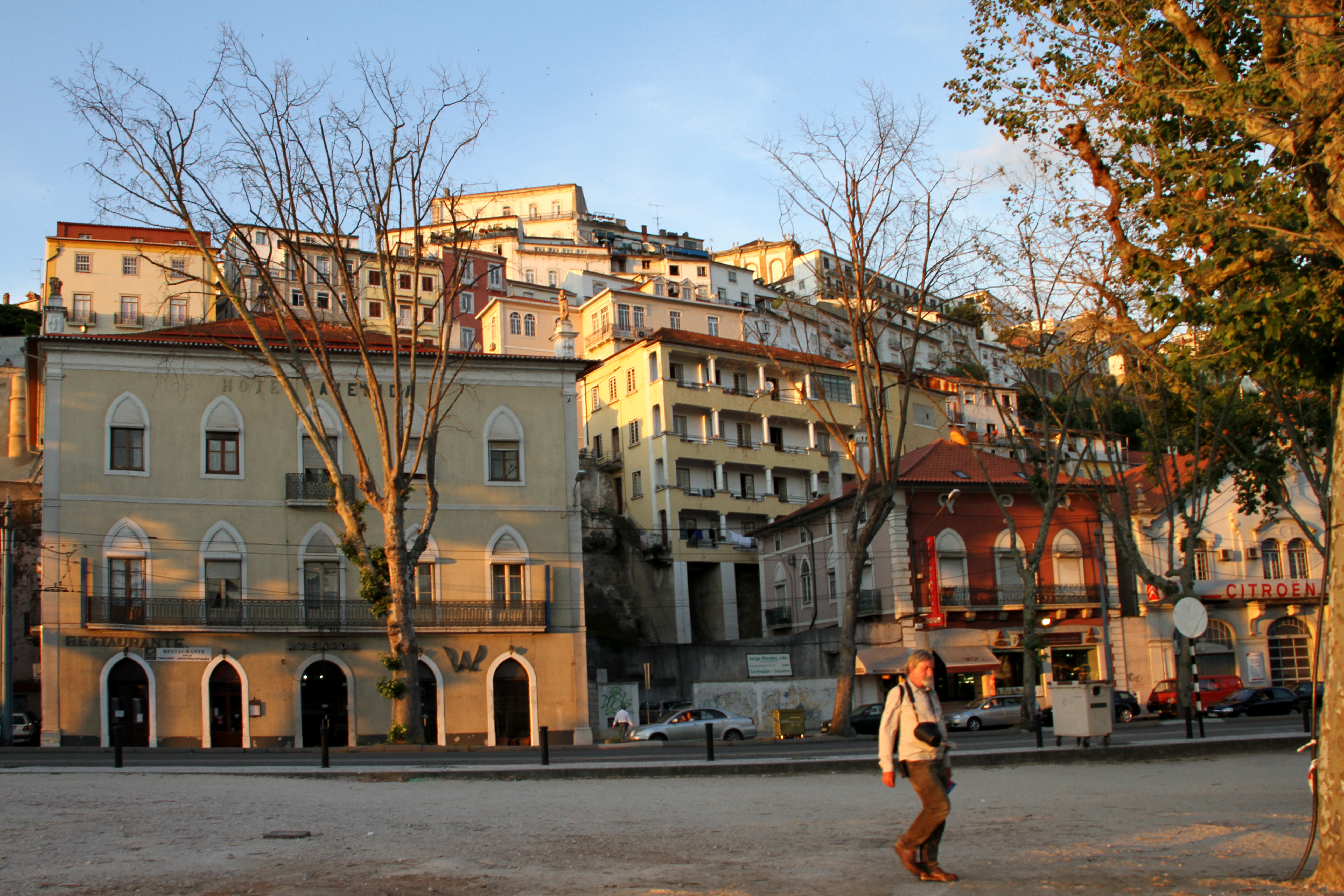
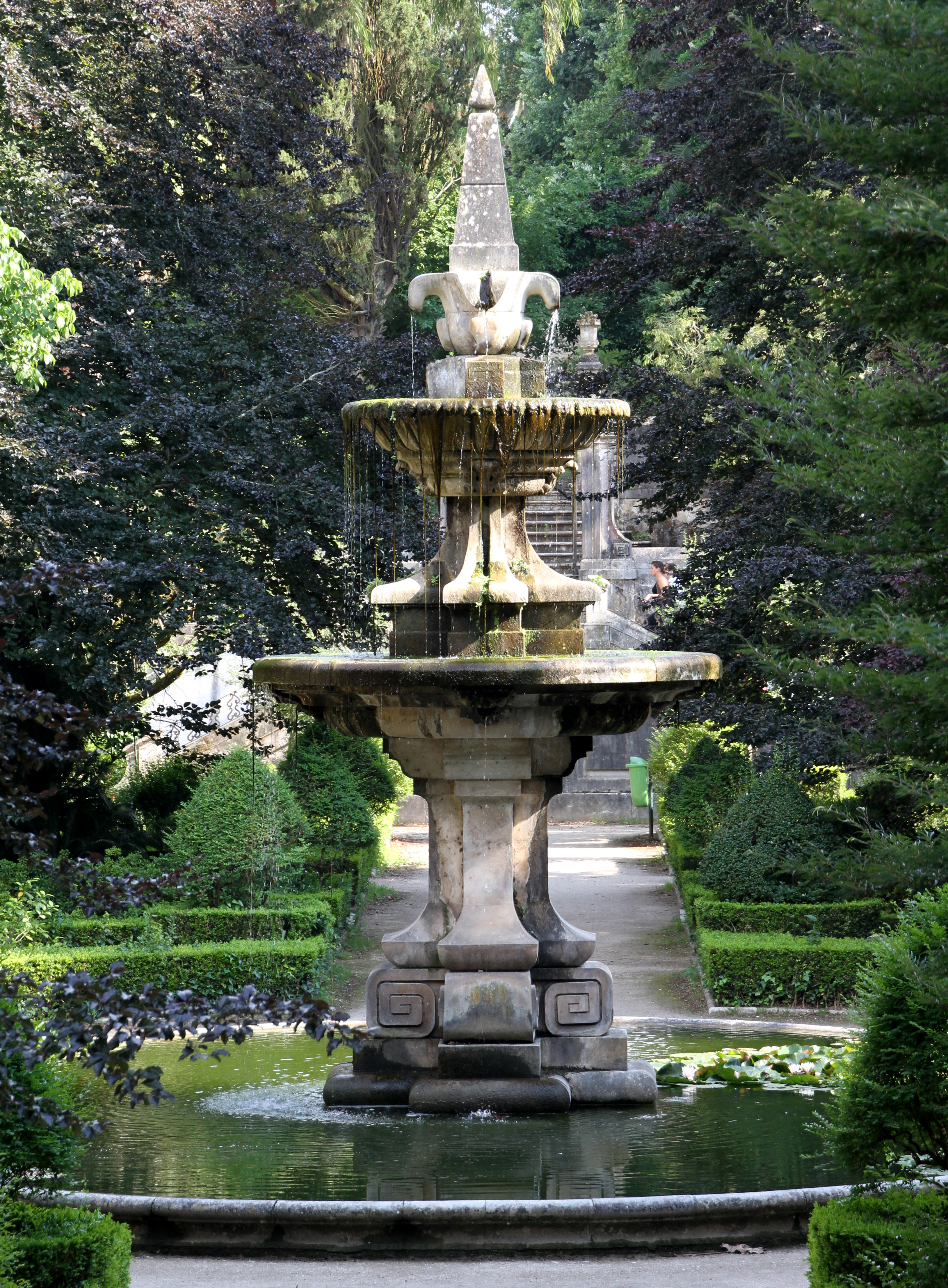